# Willa hurrikán (2018)
A Willa hurrikán egy intenzív és pusztító 5-ös kategóriájú hurrikán volt 2018 októberében, a Csendes-óceánon, Mexikó térségében. Willa volt a legerősebb trópusi ciklon, amely a mexikói Sinaloa államot sújtotta a 2006-os Lane hurrikán óta. Willa a 2018-as szezon huszonhatodik rendszere, huszonkettedik nevet kapott vihara, a tizenharmadik hurrikánja, a tizedik jelentősebb ("major") hurrikánja, és a harmadik 5-ös kategóriájú hurrikánja a rekordokat döntögető 2018-as szezonnak. Ha a Bering-szoros körül lévő névtelen szubtrópusi vihar nevet kap, akkor a Willa a Xavier nevet kapta volna, mert a nevek listája egyet tolódott volna. Ha a Hector hurrikán 5-ös kategóriájú hurrikánná fejlődik (1 km/h híján), a Willa a szezon negyedik 5-ös erősségű ciklonja lett volna. Willa a szezon legerősebb 5-ös kategóriájú hurrikánja a Csendes-óceán keleti részén a Lane hurrikánt megelőzve (a Walakát nem számítva, ami a Pacifikus medence középső részén alakult ki). Willa a szezon utolsó előtti elnevezett vihara lett, illetve később a valaha volt hatodik legköltségesebb trópusi ciklon a Csendes-óceánon.

## Meteorológiai lefolyás

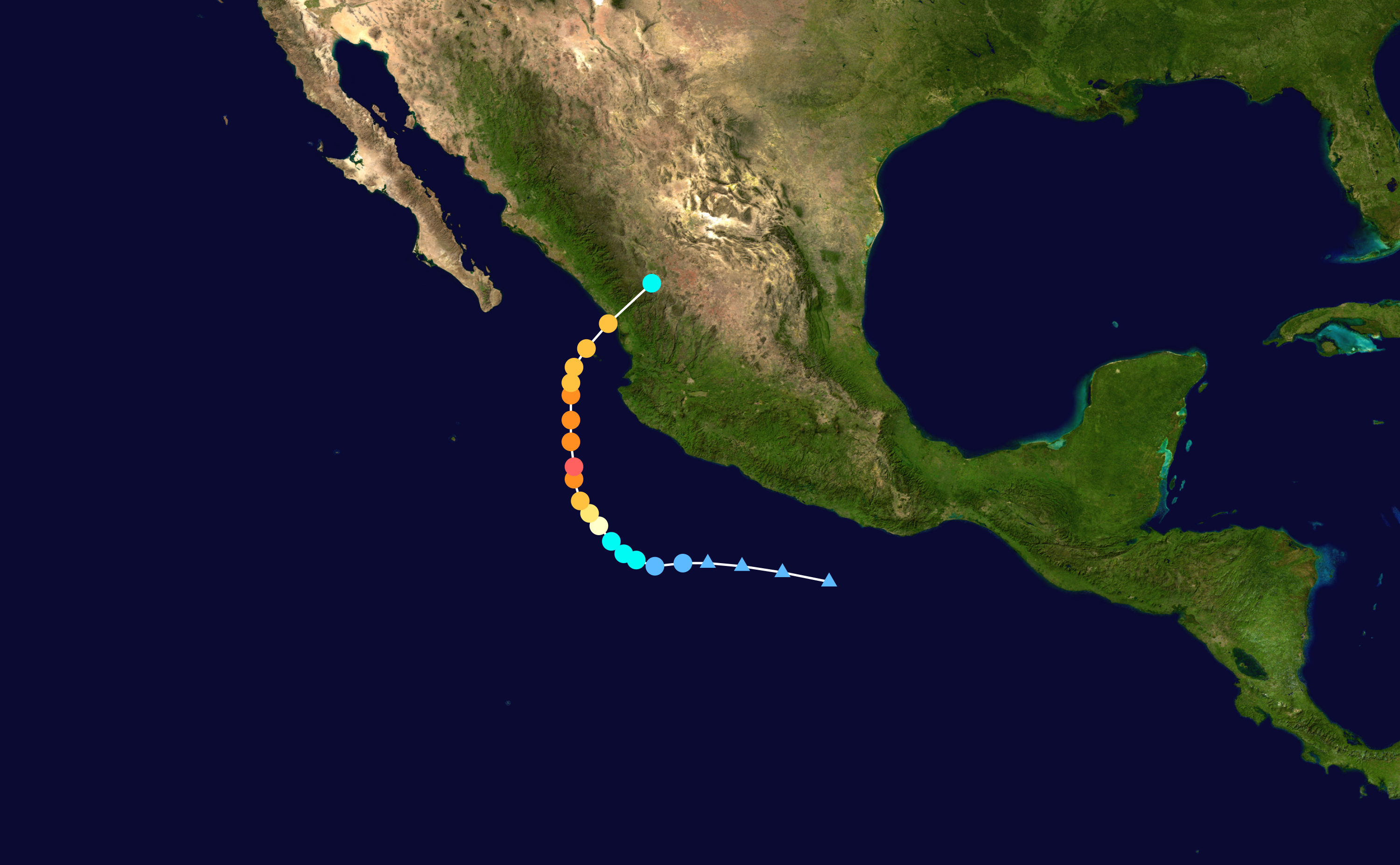
A Willa útvonala

Willa vélhetően egy trópusi hullámból eredt, mely október 2-án haladt el Afrika nyugati partjainál, és nyugat felé haladva átszelte a Karib-szigeteket, majd a Mexikói-öblöt, és átjutott a Csendes-óceánra anélkül, hogy fejlődött volna. Október 17-én ért át a rendszer a Csendes-óceán vizeire, ahol a kezdeti lassú fejlődése az Atlanti-óceánon felgyorsult, a szélnyírás csökkent, a konvekció beindult, a tengervíz melegebb volt az átlagosnál, a levegő pedig párás volt. Viszont a hullám a következő napra kissé szétterült, és hosszúkásabb lett, majd egyre szervezetlenebb. Viszont nem sokkal később egy új alacsony légnyomású terület alakult ki az óceánon, ami október 19-én a Vincent trópusi viharrá fejlődött. Az eredeti trópusi hullámra hatást kifejtve október 20-án 00:00 UTC-kor trópusi depresszióvá fejlesztette. Ekkor a vihar 425 km-re délre volt Manzanillótól. A ciklonnak egyre inkább hűlt a felhőjének a teteje, -85 és -91 °C közé, miközben tovább fejlődött, és aznap 12:00 UTC-kor trópusi viharrá erősödött. Az így keletkezett trópusi vihar a "Willa" nevet kapta. 1992 óta ez volt az első év, ahol használatra került a "W" betű a Csendes-óceánon. A vihar ekkor 465 km-re dél-délnyugatra tartózkodott Manzanillótól. Ezek után Willa gyorsabban elkezdett erősödni, a mélyebb konvekció ismét beindult, miközben elkezdett északnyugat felé haladni. A tenger hőmérséklete 29 °C (84 °F) volt azon a területen, ami az alacsony szélnyírás mellett kifejezetten kedvező volt a továbbfejlődésnek. Willa október 21-én 06:00 UTC-kor érte el a hurrikán státuszt, a kicsapongó szelek pedig egyre beljebb húzódtak, a szem pedig kialakult. Aznap 18:00 UTC-kor a ciklon elérte a 3-as kategóriát, ezzel a szezon tizedik jelentősebb ("major") hurrikánjává válva. Egyre jobban fejlett lett a vihar szeme, majd átlagszelei fel is kúsztak a 4-es kategóriába még aznap este. A hurrikán intenzitása október 22-én 02:00 UTC-kor tetőzött, 259 km/h-s (160 mph) egyperces állandó átlagszélsebességgel, 325 km/h-s maximum szélsebességgel, és 925 mbar-os (27.30 inHg) minimum centrális nyomással, miközben 325 km-re tartózkodott a központja Cabo Corrientestől délnyugati irányba. Nem sokkal ezután Willánál külső szemfalat figyeltek meg az infrafelvételen, ami azt jelentette, a ciklon egy szemfalcserélődési folyamaton megy keresztül, ami a saját energiáját veszi igénybe, így a kedvező feltételek ellenére gyengülni kezdett a vihar. A szem egyre kisebb lett, majd feltöltődött felhővel. Október 23-án 06:00 UTC-re Willa visszaesett a hármas kategóriába, majd a szélnyírás növekedett. Willa nem sokkal később közvetlenül a Marìa Madre sziget mellett haladt el, ahol a repülőtéren rögzítettek vele kapcsolatban pár széladatot. A hurrikán 2018. október 24-én 01:20 UTC-kor (helyi idő szerint október 23-án 19:20-kor) ért partot Palmito del verde (Sinaloa, Mexikó) közelében 199 km/h-s (123 mph) egyperces állandó átlagszélsebességgel, és 245 km/h-s maximum lökésekkel, bár a partotérés után pár perccel már csak 185 km/h-sak (115 mph) voltak a percenkénti átlagszelei. Partotéréskor a centrális nyomás 968 mbar (28.60 inHg) volt. Willa szeme hamarosan el is veszett a műholdképen teljesen. A landolása után Willa a hegyes és sivatagos vidéknek köszönhetően nagyon hirtelen legyengült, olyannyira, hogy aznap 06:00 UTC-kor már visszaesett a trópusi vihar kategóriába. Willa 6 órával később végleg szertefoszlott Mexikó hegyei felett, maradványai pedig tovább sodródtak az USA felé, pontosabban Texas felé mérsékelt esőzést okozva ott, később pedig Arkansasban, majd végül teljesen eltűntek Willa maradványfelhői is.

## Felkészülés
Október 21-én Mexikó állama hurrikánra adott ki figyelmeztetést San Blastól Mazatlánig, majd további figyelmeztetéseket trópusi viharra szélesebb körben. Október 23-ra a kilátásban lévő figyelmeztetések határozott figyelmeztetésekké váltak a hurrikán közeledtével, a figyelmeztetés köre pedig bővül. A belsőbb területekről a figyelmeztetést október 24-én enyhítették, vagy eltörölték. Sinaloában, Nayaritban és Jaliscóban 40,000 embert kellett evakuálni 1,500 különböző tervezett menedékhelyre, de végül 2,900 menedékhelyet vettek igénybe hely hiányában. A vállalatok és gyárak a vihar idejére bezártak a környéken. A Mazatláni Reptér szintén bezárt a környező hotelekkel együtt. A reptér környékéről 4,250 embert helyeztek biztonságba 58 különböző helyre a vihar lecsapása előtt.

## Károk

### Marías-szigetek
A két sziget mellett Willa nagyjából 200 km/h-s percenkénti átlag szélsebességel ment el, ami ennél jóval több maximum lökéseket jelent. Az egyik sziget repterén több időjárási adatot is rögzítettek a hurrikánról, de egyéb kárról nem érkeztek jelentések.

### Mexikó

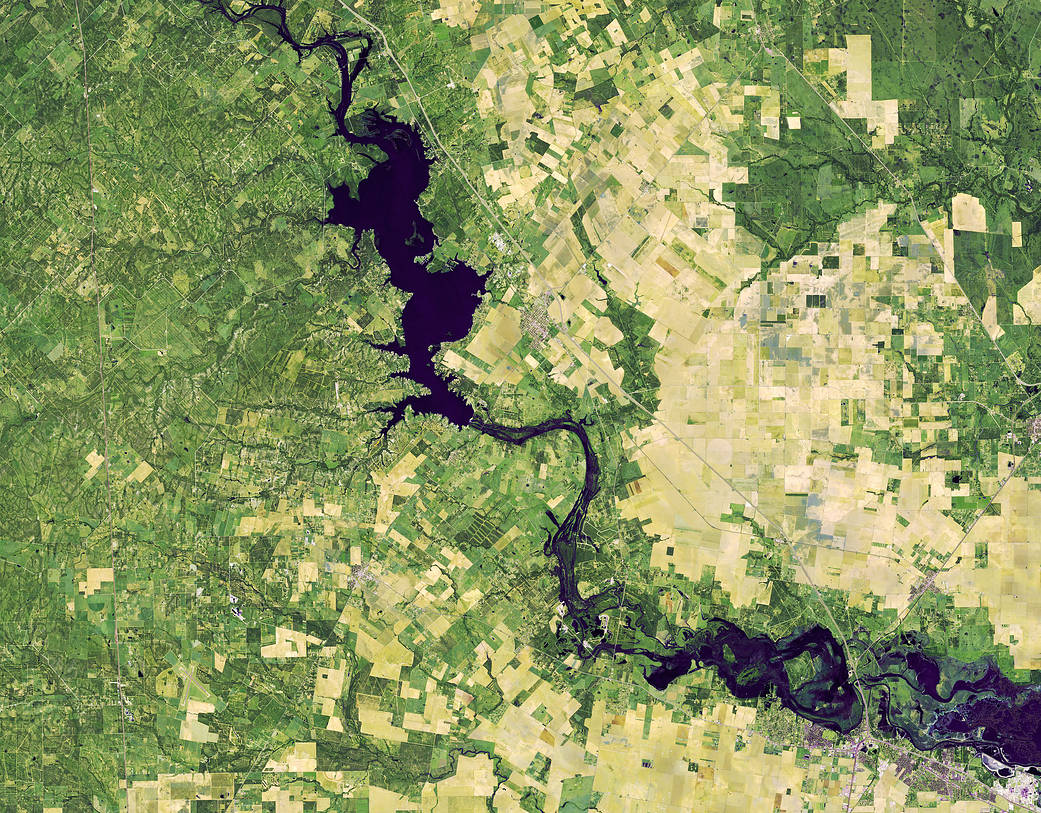
Áradás ábrázolása a Nueces folyó mentén (2018. november 1.).

Mexikói landolásakor a Willa hatalmas hullámokat vetett a parton, a víz pedig azonnal a szárazföld felé kezdett zúdulni utat törve magának a házak és épületek között, a viharos szélről nem is beszélve. Willa ráadásul 6 mexikói államra is jelentős csapadékot zúdított (Colima, Durango, Jalisco, Michoacán, Nayarit, és Sinaloa). Egész nyugat-Mexikóban nagy esőzések következtek, a legtöbb csapadék az észak-Nayarit beli San Andrés Milpillasban esett, mely 396 mm volt. Ciuhuatlànban 335 mm esett (Jalisco).
Willa két önkormányzati épületet is áram nélkül hagyott Sinaloában, illetve két települést elzárt a külvilágtól, valamint számos otthont hagyott áram nélkül. Az államban rengeteg ház rongálódott meg, és összesen 96,200 házat hagyott áram nélkül Sinaloában, Durangoban, Nayaritban, és Jaliscoban. Escuinapaban a vihar megrongálta a kórházat, valamint a város ivóvízrendszerét, ami MX$6 milliárd (amerikai dollár$325 millió) Peso-s kárt jelentett. Moreliaban a kár MX$35 millió (US$1.79 millió) Peso volt, míg Lerdoban és Durangoban pedig MX$140 millió (US$7.14 millió) Peso. Nayaritban MX$700 millió (US$35.7 millió) Peso volt a veszteség. Összesen MX$10 milliárd (US$510 millió) kár keletkezett az államban, az országban pedig több, mint $800 millió (USD).

### Egyesült Államok
Október 24-én Willa maradványai zivatarokat okoztak Texasban, Louisianában és Arkansasban. Galvestonban 120 mm csapadék esett le aznap. Délkelet Texasban néhol belvizek alakultak ki.

## Áldozatok
Willa 4 embert ölt meg Nayaritban, 3 ember a folyóba fulladt, a negyedik embert egy halász találta meg holtan a parton később. A heves esőzés miatt 2 ember meghalt Sonora partjainál is, de az egész országban majdnem 10,000-en sérültek meg (könnyebben vagy súlyosabban).

## Hatások
Mexikó 57 sürgősségi járművet küldött a legsúlyosabban érintett területekre, melyek végül $57,000 dolláros adományt gyűjtöttek a sérülteknek. Escuinapaban még több mint fél évvel a vihar után is 2,000 család élt műanyag tető alatt. Habár csak 144 családot számoltak október 23 és 28 között. A bejelentés után nem sokkal megkezdték a műanyagtetők felszámolását a területen, lehetőleg minél gyorsabban el akarták tüntetni, és normális tetőkkel pótolni őket.

## Rekordok és egyebek
Willa volt a legerősebb vihar, mely lecsapott a mexikói Sinaloa államra a 2006-os Lane óta, illetve ez is volt az első jelentősebb ("major") hurrikán,ami elérte az államot. Willa volt a tizedik legintenzívebb partot érő hurrikán a Csendes-óceánon a hivatalos 186 km/h-s percenkénti állandó átlagsebességével, melyet landolása után rögzítettek, bár közvetlenül a tengerparton ez 199 km/h volt. Willa $825 millió USD kárt okozott, ezzel ez lett a hatodik legköltségesebb hurrikán a Csendes-óceánon.

## Fordítás
Ez a szócikk részben vagy egészben  a   Hurricane Willa című angol Wikipédia-szócikk fordításán alapul.  Az eredeti cikk szerkesztőit annak laptörténete sorolja fel. Ez a jelzés csupán a megfogalmazás eredetét és a szerzői jogokat jelzi, nem szolgál a cikkben szereplő információk forrásmegjelöléseként.